# Ida (nimfa)
Ida (en grec antic Ἴδη), era, en la mitologia grega, una nimfa filla de Melisseu, rei de Creta i germana d'Adrastea.
A ella i a la seva germana, Rea els va confiar Zeus de nen perquè el criessin. En una versió diferent, van ser Ida, Adrastea i una altra germana, Amaltea, filles d'Oceà, les que van criar Zeus.
El seu nom és un epònim del Mont Ida, a l'illa de Creta, on el déu va passar la seva infantesa.